# 2020–2021-es szlovák labdarúgó-bajnokság (első osztály)
A 2020–2021-es szlovák labdarúgó-bajnokság (hivatalos nevén Fortuna liga) a szlovák labdarúgó-bajnokság legmagasabb osztályának 28. kiírása. A bajnoki címvédő az ŠK Slovan Bratislava.
2021. április 3-tól bevezették a VAR rendszert a legmagasabb osztályban.

## A bajnokság rendszere
A pontvadászat 12 csapat részvételével zajlott, a csapatok a őszi-tavaszi lebonyolításban három teljes körös rendszerben mérkőztek meg egymással. Minden csapat minden csapattal háromszor játszott, kétszer pályaválasztóként, egyszer idegenben, vagy ennek ellentéteként egyszer pályaválasztóként, kétszer pedig idegenben. 
A pontvadászat végső sorrendjét a 33 bajnoki forduló eredményei határozzák meg a szerzett összpontszám alapján kialakított rangsor szerint. A mérkőzések győztes csapatai 3 pontot, döntetlen esetén mindkét csapat 1-1 pontot kap. Vereség esetén nem jár pont.
Azonos összpontszám esetén a bajnokság sorrendjét az alábbi szempontok alapján határozzák meg:
1. az egymás ellen játszott bajnoki mérkőzések pontkülönbsége;
2. az egymás ellen játszott bajnoki mérkőzések gólkülönbsége;
3. az egymás ellen játszott bajnoki mérkőzéseken szerzett gólok száma;
4. a bajnoki mérkőzések gólkülönbsége;
5. a bajnoki mérkőzéseken szerzett gólok száma;

## Részt vevő csapatok
| Csapat                 | Város             | Stadion                   |
| ---------------------- | ----------------- | ------------------------- |
| AS Trenčín             | Trencsén          | na Sihoti Stadion         |
| Dunajská Streda        | Dunaszerdahely    | MOL Aréna                 |
| FK Pohronie            | Garamszentkereszt | Mestský štadión           |
| MFK Zemplín Michalovce | Nagymihály        | Mestský futbalový štadión |
| Senica                 | Szenice           | FK Senica Stadion         |
| MFK Ružomberok         | Rózsahegy         | MFK Ružomberok Stadion    |
| MŠK Žilina             | Zsolna            | Štadión Pod Dubňom        |
| ŠK Slovan Bratislava   | Pozsony           | Tehelné pole              |
| FC Spartak Trnava      | Nagyszombat       | Anton Malatinský Stadium  |
| ŠKF Sereď              | Szered            | Stadium Myjava            |
| FC ViOn Zlaté Moravce  | Aranyosmarót      | Štadión FC ViOn           |
| FC Nitra               | Nyitra            | Štadión pod Zoborom       |

| FK AS Trenčín           | FC DAC 1904               | FK Pohronie             | Michalovce                     |
| ----------------------- | ------------------------- | ----------------------- | ------------------------------ |
| Štadión pod Dubňom UEFA | MOL Aréna UEFA            | Mestský štadión UEFA    | Mestský futbalový štadión UEFA |
| férőhely: 11,258        | férőhely: 12,700          | férőhely: 2,309         | férőhely: 4,440                |
|                         |                           |                         |                                |
| FK Senica               | MFK Ružomberok            | MŠK Žilina              | Slovan Bratislava              |
| OMS Arena UEFA          | Štadión pod Čebraťom UEFA | Štadión pod Dubňom UEFA | Tehelné pole UEFA              |
| férőhely: 5,070         | férőhely: 4,817           | férőhely: 11,258        | férőhely: 22,500               |
|                         |                           |                         |                                |
| Spartak Trnava          | ŠKF Sereď                 | Zlaté Moravce           | FC Nitra                       |
| ŠAM - City Arena UEFA   | Stadium Myjava UEFA       | Štadión FC ViOn UEFA    | Štadión pod Zoborom UEFA       |
| férőhely: 19,200        | férőhely: 2,709           | férőhely: 4,000         | férőhely: 7,480                |
|                         |                           |                         |                                |

### Bajnokság állása
| Hely. | Csapat                  | M  | Gy | D  | V  | G+ | G– | Gk  | P  | Továbbjutás |
| ----- | ----------------------- | -- | -- | -- | -- | -- | -- | --- | -- | ----------- |
| 1.    | Slovan BratislavaCv,Kgy | 22 | 17 | 3  | 2  | 54 | 12 | +42 | 54 | felsőház    |
| 2.    | DAC Dunajská Streda     | 22 | 13 | 5  | 4  | 48 | 28 | +20 | 44 | felsőház    |
| 3.    | Žilina                  | 22 | 11 | 4  | 7  | 49 | 33 | +16 | 37 | felsőház    |
| 4.    | Spartak Trnava          | 22 | 11 | 2  | 9  | 32 | 29 | +3  | 35 | felsőház    |
| 5.    | Zlaté Moravce           | 22 | 9  | 6  | 7  | 38 | 29 | +9  | 33 | felsőház    |
| 6.    | FK AS Trenčín           | 22 | 7  | 7  | 8  | 30 | 38 | −8  | 28 | felsőház    |
| 7.    | Ružomberok              | 22 | 5  | 8  | 9  | 31 | 37 | −6  | 23 | alsóház     |
| 8.    | Nitra                   | 22 | 6  | 4  | 12 | 21 | 38 | −17 | 22 | alsóház     |
| 9.    | Zemplín Michalovce      | 22 | 5  | 7  | 10 | 22 | 42 | −20 | 22 | alsóház     |
| 10.   | Sereď                   | 22 | 5  | 7  | 10 | 22 | 39 | −17 | 22 | alsóház     |
| 11.   | Senica                  | 22 | 5  | 6  | 11 | 23 | 40 | −17 | 21 | alsóház     |
| 12.   | Pohronie                | 22 | 3  | 11 | 8  | 27 | 32 | −5  | 20 | alsóház     |

### Felsőház
| Hely. | Csapat              | M  | Gy | D | V  | G+ | G– | Gk  | P  | Továbbjutás                                           |
| ----- | ------------------- | -- | -- | - | -- | -- | -- | --- | -- | ----------------------------------------------------- |
| 1.    | Slovan Bratislava   | 32 | 22 | 5 | 5  | 78 | 28 | +50 | 71 | Bajnokok ligája 1.selejtezőkör                        |
| 2.    | DAC Dunajská Streda | 32 | 19 | 8 | 5  | 66 | 38 | +28 | 65 | Európa Konferencia Liga 2.selejtezőkör                |
| 3.    | Spartak Trnava      | 32 | 17 | 4 | 11 | 48 | 37 | +11 | 55 | Európa Konferencia Liga 1.selejtezőkör                |
| 4.    | Žilina              | 32 | 15 | 7 | 10 | 73 | 52 | +21 | 52 | Európa Konferencia Liga indulásért való pótslelejtező |
| 5.    | Zlaté Moravce       | 32 | 11 | 7 | 14 | 42 | 51 | −9  | 40 | Európa Konferencia Liga indulásért való pótslelejtező |
| 6.    | Trenčín             | 32 | 8  | 8 | 16 | 42 | 61 | −19 | 32 | Európa Konferencia Liga indulásért való pótslelejtező |

### Alsóház
| Hely. | Csapat             | M  | Gy | D  | V  | G+ | G– | Gk  | P  | Továbbjutás vagy kiesés                               |
| ----- | ------------------ | -- | -- | -- | -- | -- | -- | --- | -- | ----------------------------------------------------- |
| 7.    | Sereď              | 32 | 11 | 8  | 13 | 37 | 48 | −11 | 41 | Európa Konferencia Liga indulásért való pótslelejtező |
| 8.    | Ružomberok         | 32 | 10 | 9  | 13 | 41 | 44 | −3  | 39 |                                                       |
| 9.    | Pohronie           | 32 | 8  | 14 | 10 | 38 | 38 | 0   | 38 |                                                       |
| 10.   | Zemplín Michalovce | 32 | 8  | 11 | 13 | 34 | 53 | −19 | 35 |                                                       |
| 11.   | Senica             | 32 | 8  | 9  | 15 | 31 | 51 | −20 | 33 | Osztályozó                                            |
| 12.   | Nitra              | 32 | 7  | 6  | 19 | 26 | 55 | −29 | 27 | Kiesés                                                |

Bajnokságot vezető csapatok nevei, fordulónkénti bontásban

## Európa Konferencia Liga indulásért való pótslelejtező
Ha a bajnokság első három csapat valamelyike nyeri a Szlovák Kupát, akkor az Európa Konferencia Liga kvalifikációs rájátszását a bajnokság 4., 5., 6. és a kiesési kör legjobb csapata között rendezik meg. 2021. május 19-én a bajnoki címet elnyerő Slovan Bratislava a kupát is megnyerte, így a rájátszás szükségessé vált.
A 4. csapat a kiesőcsoport legjobb csapatával, az 5. pedig az elődöntőben a 6. helyezettel játszik. Az elődöntők nyertesei az Európa Konferencia Liga kvalifikációs helyének meghatározásához játsszák a döntőt. A rájátszási mérkőzések egy mérkőzésen dőlnek el és a magasabb rangú csapat játszhat hazai pályán. A győztes kvalifikálják magukat az UEFA Európa Konferencia Liga 2021–22-es első selejtező körébe.

### Elődöntő
| 2021. május 25. 19:00 |

| MŠK Žilina                                         | 4-2   | ŠKF Sereď               |
| -------------------------------------------------- | ----- | ----------------------- |
| Kurminowski 9' Rusnák 32' Bernát 38' Slebodník 87' | (3-0) | Bušnja 60' Jureškin 83' |

| Štadión Pod Dubňom, Zsolna Nézőszám: 164 Játékvezető: Michal Smolák |

| 2021. május 25. 19:00 |

| FC ViOn Zlaté Moravce | 2-0   | AS Trenčín |
| --------------------- | ----- | ---------- |
| Balaj 51' Švec 57'    | (0-0) |            |

| ViOn Aréna, Aranyosmarót Nézőszám: 217 Játékvezető: Peter Kráľovič |

### Döntő
| 2021. május 28. 19:00 |

| MŠK Žilina                                                | 3-2 (h. u.) | FC ViOn Zlaté Moravce |
| --------------------------------------------------------- | ----------- | --------------------- |
| Bichakhchyan 43' (11-esből), 45+8' (11-esből) Jibril 101' |             | Balaj 13' Hrnčár 23'  |

| Zsolna, Štadión pod Dubňom Nézőszám: 340 Játékvezető: Filip Glova |

## Osztályozó
Az osztályozó mérkőzést a bajnokság 11. helyezettje és a 2.Liga ezüstérmese között rendezik meg.
| 2021. május 25. 17:00 |

| FK Dukla Banská Bystrica | 1-2   | FK Senica      |
| ------------------------ | ----- | -------------- |
| Laksik 63'               | (0-1) | Malec 23', 49' |

| Besztercebánya, Štadión SNP Nézőszám: 350 Játékvezető: Michal Očenáš |

| 2021. május 28. 17:00 |

| FK Senica | 1-1   | FK Dukla Banská Bystrica |
| --------- | ----- | ------------------------ |
| Malec 41' | (1-0) | Gamboš 89' (öngól)       |

| Szenice, OMS Aréna Nézőszám: 500 Játékvezető: Ivan Kružliak |

### A góllövőlista élmezőnye
Frissítve: végeredmény
| Helyezés | Játékos            | Klub                | Gólok |
| -------- | ------------------ | ------------------- | ----- |
| 1        | Dawid Kurminowski  | Žilina              | 19    |
| 2        | Eric Ramírez       | DAC Dunajská Streda | 16    |
| 3        | Filip Balaj        | Zlaté Moravce       | 14    |
| 3        | Rafael Ratão       | Slovan Bratislava   | 14    |
| 5        | Kalmár Zsolt       | DAC Dunajská Streda | 13    |
| 6        | Hamza Čataković    | Trenčín             | 12    |
| 7        | Marko Divković     | DAC Dunajská Streda | 11    |
| 7        | Martin Regáli      | Ružomberok          | 11    |
| 9        | Holman Dávid       | Slovan Bratislava   | 10    |
| 10       | Vahan Bichakhchyan | Žilina              | 9     |
| 10       | David Strelec      | Slovan Bratislava   | 9     |
| 10       | Bamidele Yusuf     | Trnava              | 9     |

### Mesterhármasok
| Forduló | Játékos           | Klub          | Ellenfél           | Végeredmény | Dátum                | Megjegyzés |
| ------- | ----------------- | ------------- | ------------------ | ----------- | -------------------- | ---------- |
| 7       | Ladislav Almási   | Ružomberok    | Zemplín Michalovce | 4-0 (H)     | 2020. Szeptember 19. | [ 3 ]      |
| 10      | Filip Balaj       | Zlaté Moravce | Nitra              | 3-1 (H)     | 2020. Október 17.    | [ 4 ]      |
| 13      | Filip Balaj       | Zlaté Moravce | Trenčín            | 5-0 (H)     | 2020. November 7.    | [ 5 ]      |
| 18      | Martin Regáli     | Ružomberok    | Zemplín Michalovce | 3-4 (V)     | 2020. December 16.   | [ 6 ]      |
| Ráj.10  | Dawid Kurminowski | Žilina        | Zlaté Moravce      | 5–1 (H)     | 2021. Május 22       | [ 7 ]      |

### A hónap legjobb játékosai
| Hónap      | Hónap Játékosa  | Hónap Játékosa      | Hónap gólja         | Hónap gólja         | Források      |
| Hónap      | Játékos         | Csapat              | Játékos             | Csapat              | Források      |
| ---------- | --------------- | ------------------- | ------------------- | ------------------- | ------------- |
| Augusztus  | Kalmár Zsolt    | DAC Dunajská Streda | Eric Ramírez        | DAC Dunajská Streda | [ 8 ] [ 9 ]   |
| Szeptember | Ladislav Almási | MFK Ružomberok      | Eric Ramírez        | DAC Dunajská Streda | [ 10 ] [ 11 ] |
| Október    | Filip Balaj     | Zlaté Moravce       | Andrija Balić       | DAC Dunajská Streda | [ 12 ] [ 13 ] |
| November   | David Hrnčár    | Zlaté Moravce       | Kiriákosz Szavídisz | Spartak Trnava      | [ 14 ]        |
| December   | David Hrnčár    | Zlaté Moravce       | Erik Daniel         | Slovan Bratislava   | [ 15 ]        |
| Február    | Eric Ramírez    | DAC Dunajská Streda | Kalmár Zsolt        | DAC Dunajská Streda | [ 16 ] [ 17 ] |
| Március    | Eric Ramírez    | DAC Dunajská Streda | Kalmár Zsolt        | DAC Dunajská Streda | [ 16 ] [ 17 ] |

## Nemzetközi szereplés
| Csapat               | Kiírás          | Forduló         | Ellenfél           | 1. mérk.          | 2. mérk. | Össz. |
| -------------------- | --------------- | --------------- | ------------------ | ----------------- | -------- | ----- |
| ŠK Slovan Bratislava | Bajnokok ligája | 1. selejtezőkör | KI                 | 0-3               | nincs    |       |
| ŠK Slovan Bratislava | Európa-liga     | 2. selejtezőkör | KuPS               | 1-1 (bün:3-4) (i) | nincs    |       |
| FC DAC 1904          | Európa-liga     | 1. selejtezőkör | FH                 | 2-0 (i)           | nincs    |       |
| FC DAC 1904          | Európa-liga     | 2. selejtezőkör | FK Baumit Jablonec | 5-3 (o)           | nincs    |       |
| FC DAC 1904          | Európa-liga     | 3. selejtezőkör | LASK Linz          | 0-7 (i)           | nincs    |       |
| MFK Ružomberok       | Európa-liga     | 1. selejtezőkör | Servette FC        | 0-3 (i)           | nincs    |       |
| MŠK Žilina           | Európa-liga     | 1. selejtezőkör | The New Saints FC  | 1-3 (i)           | nincs    |       |